# Guatemala aux Jeux olympiques d'été de 2020
Le Guatemala participe aux Jeux olympiques de 2020 à Tokyo au Japon. Il s'agit de sa 15e participation à des Jeux d'été.
Le Comité international olympique autorise à partir de ces Jeux à ce que les délégations présentent deux porte-drapeaux, une femme et un homme, pour la cérémonie d'ouverture. Le 23 juin 2021, la marcheuse Mirna Ortiz et le skipper Juan Ignacio Maegli sont nommés porte-drapeaux de la délégation guatémaltèque pour la cérémonie d'ouverture ; Mirna Ortiz n'étant pas arrivée à temps à Tokyo, elle est remplacée par la skipper Isabella Maegli (en),.

## Athlètes engagés
| Sport              | Hommes | Femmes | Total |
| ------------------ | ------ | ------ | ----- |
| Athlétisme         | 7      | 2      | 9     |
| Aviron             | 0      | 2      | 2     |
| Badminton          | 1      | 1      | 2     |
| Cyclisme           | 1      | 0      | 1     |
| Haltérophilie      | 0      | 1      | 1     |
| Judo               | 1      | 0      | 1     |
| Natation           | 1      | 1      | 2     |
| Pentathlon moderne | 1      | 0      | 1     |
| Tir                | 1      | 2      | 3     |
| Voile              | 1      | 1      | 2     |
| Total              | 14     | 10     | 24    |

## Résultats

### Athlétisme
| Athlète                 | Épreuve               | Séries         | Séries      | Finale           | Finale      |
| Athlète                 | Épreuve               | Temps          | Rang        | Temps            | Rang        |
| ----------------------- | --------------------- | -------------- | ----------- | ---------------- | ----------- |
| Luis Grijalva           | 5 000 m masculin      | 13 min 34 s 11 | 10e         | 13 min 10 s 9 NR | 12e         |
| José Alejandro Barrondo | 20 km marche masculin | Non disputé    | Non disputé | 1 h 26 min 55 s  | 30e         |
| José Eduardo Ortiz      | 20 km marche masculin | Non disputé    | Non disputé | 1 h 28 min 57 s  | 40e         |
| Oswaldo Calel           | 20 km marche masculin | Non disputé    | Non disputé | Disqualifié      | Disqualifié |
| Bernardo Barrondo       | 50 km marche          | Non disputé    | Non disputé | 4 h 8 min 34 s   | 34e         |
| Erick Barrondo          | 50 km marche          | Non disputé    | Non disputé | Disqualifié      | Disqualifié |
| Luis Ángel Sánchez      | 50 km marche          | Non disputé    | Non disputé | Abandon          | Abandon     |
| Mayra Herrera           | 20 km marche féminin  | Non disputé    | Non disputé | 1 h 44 min 30 s  | 50e         |
| Mirna Ortiz             | 20 km marche féminin  | Non disputé    | Non disputé | 1 h 40 min 23 s  | 44e         |

### Aviron
| Athlète                        | Compétition                 | Séries        | Séries | Repêchages    | Repêchages | Quarts de finale | Quarts de finale | Demi-finales   | Demi-finales   | Finale                 | Finale |
| Athlète                        | Compétition                 | Temps         | Rang   | Temps         | Rang       | Temps            | Rang             | Temps          | Rang           | Temps                  | Rang   |
| ------------------------------ | --------------------------- | ------------- | ------ | ------------- | ---------- | ---------------- | ---------------- | -------------- | -------------- | ---------------------- | ------ |
| Yulissa López Jenniffer Zúñiga | Deux de couple poids légers | 7 min 53 s 35 | 6e     | 8 min 13 s 27 | 6e         | Non qualifiées   | Non qualifiées   | Non qualifiées | Non qualifiées | Finale C 7 min 27 s 51 | 18e    |

### Badminton
| Athlète         | Compétition   | Phase de groupes            | Phase de groupes             | Phase de groupes | Phase de groupes | 1/8e de finale                      | Quarts de finale          | Demi-finales                 | 3e place                     | 3e place |
| Athlète         | Compétition   | Adversaire Score            | Adversaire Score             | Adversaire Score | Rang             | Adversaire Score                    | Adversaire Score          | Adversaire Score             | Adversaire Score             | Rang     |
| --------------- | ------------- | --------------------------- | ---------------------------- | ---------------- | ---------------- | ----------------------------------- | ------------------------- | ---------------------------- | ---------------------------- | -------- |
| Kevin Cordón    | Simple hommes | Muñoz Victoire 21-14, 21-12 | Ng Victoire 22-20, 21-13     | Non disputé      | 1er du gr. C     | Caljouw Victoire 21-17, 3-21, 21-19 | Heo Victoire 21-13, 21-18 | Axelsen Défaite 21-18, 21-11 | Ginting Défaite 21-11, 21-13 | 4e place |
| Nikté Sotomayor | Simple dames  | Li Défaite 21-8, 21-9       | Repiská Défaite 21-19, 21-12 | Non disputé      | 3e du gr. F      | Éliminée                            | Éliminée                  | Éliminée                     | Éliminée                     | Éliminée |

### Cyclisme sur route
| Athlète      | Compétition     | Temps   | Rang    |
| ------------ | --------------- | ------- | ------- |
| Manuel Rodas | Course en ligne | Abandon | Abandon |

### Haltérophilie
| Athlète        | Compétition          | Arraché  | Arraché | Épaulé-jeté | Épaulé-jeté | Total  | Rang |
| Athlète        | Compétition          | Résultat | Rang    | Résultat    | Rang        | Total  | Rang |
| -------------- | -------------------- | -------- | ------- | ----------- | ----------- | ------ | ---- |
| Scarleth Ucelo | Plus de 87 kg hommes | 87 kg    | 12e     | 116 kg      | 13e         | 203 kg | 13e  |

### Judo
La Fédération ne distribue pas de tickets de qualifications aux championnats continentaux ou mondiaux ; le classement des judokas établi au 21 juin permet de sélectionner les athlètes (18 premiers automatiquement, le reste en fonction des quotas de nationalité).
Chez les hommes, José Ramos (-60 kg), classé 58e, est repêché via l'attribution du quota continental pacifique.
| Athlète    | Compétition           | 1er tour               | 2e tour             | Quart de finale     | Demi-finale         | Repêchage           | Finale              | Rang    |
| Athlète    | Compétition           | Adversaire Résultat    | Adversaire Résultat | Adversaire Résultat | Adversaire Résultat | Adversaire Résultat | Adversaire Résultat | Rang    |
| ---------- | --------------------- | ---------------------- | ------------------- | ------------------- | ------------------- | ------------------- | ------------------- | ------- |
| José Ramos | Moins de 60 kg hommes | Lesiuk Défaite 001–100 | Éliminé             | Éliminé             | Éliminé             | Éliminé             | Éliminé             | Éliminé |

### Natation
| Athlète         | Épreuve                 | Séries       | Séries | Demi-finales | Demi-finales | Finale   | Finale   |
| Athlète         | Épreuve                 | Temps        | Rang   | Temps        | Rang         | Temps    | Rang     |
| --------------- | ----------------------- | ------------ | ------ | ------------ | ------------ | -------- | -------- |
| Luis Martínez   | 100 m papillon masculin | 51 s 29      | 7e     | 51 s 30      | 8e           | 51 s 9   | 7e       |
| Gabriela Santis | 200 m nage libre        | 2 min 7 s 24 | 27e    | Éliminée     | Éliminée     | Éliminée | Éliminée |

### Pentathlon moderne
| Athlète           | Compétition           | Escrime (épée, une touche) | Escrime (épée, une touche) | Natation (200 m nage libre) | Natation (200 m nage libre) | Natation (200 m nage libre) | Équitation (saut d'obstacles) | Équitation (saut d'obstacles) | Équitation (saut d'obstacles) | Combiné course/tir (3 200 m / pistolet à 10 m) | Combiné course/tir (3 200 m / pistolet à 10 m) | Combiné course/tir (3 200 m / pistolet à 10 m) | Total | Rang |
| Athlète           | Compétition           | Rang                       | Points                     | Temps                       | Rang                        | Points                      | Pénalités                     | Rang                          | Points                        | Temps                                          | Rang                                           | Points                                         | Total | Rang |
| ----------------- | --------------------- | -------------------------- | -------------------------- | --------------------------- | --------------------------- | --------------------------- | ----------------------------- | ----------------------------- | ----------------------------- | ---------------------------------------------- | ---------------------------------------------- | ---------------------------------------------- | ----- | ---- |
| Charles Fernández | Compétition masculine | 29e                        | 179                        | 1 min 58 s 16               | 8e                          | 314                         | 81                            | 32e                           | 219                           | 11 min 6 s 56                                  | 10e                                            | 634                                            | 1 346 | 27e  |

### Tir
| Athlète          | Compétition   | Qualification | Qualification | Finale   | Finale   |
| Athlète          | Compétition   | Points        | Rang          | Points   | Rang     |
| ---------------- | ------------- | ------------- | ------------- | -------- | -------- |
| Juan Schaeffer   | Skeet hommes, | 107           | 30e           | Éliminé  | Éliminé  |
| Adriana Ruano    | Trap,         | 110           | 26e           | Éliminée | Éliminée |
| Ana Waleska Soto | Trap,         | 113           | 23e           | Éliminée | Éliminée |

### Voile
| Athlète             | Compétition         | Régate | Régate | Régate | Régate | Régate | Régate | Régate | Régate | Régate | Régate | Régate | Total net | Rang final |
| Athlète             | Compétition         | 1      | 2      | 3      | 4      | 5      | 6      | 7      | 8      | 9      | 10     | CM     | Total net | Rang final |
| ------------------- | ------------------- | ------ | ------ | ------ | ------ | ------ | ------ | ------ | ------ | ------ | ------ | ------ | --------- | ---------- |
| Juan Ignacio Maegli | Laser hommes        | 6      | 24     | 25     | 24     | 10     | 23     | 18     | 19     | 20     | 5      | EL     | 149       | 19e        |
| Isabella Maegli     | Laser radial femmes | 26     | 29     | 32     | 9      | 34     | 40     | 31     | 34     | 5      | 18     | EL     | 218       | 29e        |